# Sindaci di Bovalino
Di seguito l'elenco cronologico dei sindaci di Bovalino e delle altre figure apicali equivalenti che si sono succedute nel corso della storia.

## Lista dei Sindaci di Bovalino

### Regno di Napoli (1302-1816)
| Nominativo                  | Partito | Mandato | Mandato |
| Nominativo                  | Partito | Inizio  | Fine    |
| --------------------------- | ------- | ------- | ------- |
| Francesco Antonio Marrapodi | –       | 1809    | 1809    |
| Giuseppe Morisciano         | –       | 1810    | 1810    |
| Giovanni Andrea Sculli      | –       | 1811    | 1811    |
| Giovanni Battista Ruffo     | –       | 1812    | 1813    |
| Tommaso De Maria            | –       | 1814    | 1814    |
| Domenico Antonio Armeni     | –       | 1815    | 1815    |

### Regno delle Due Sicilie (1816-1861)
| Nominativo              | Partito | Mandato          | Mandato          |
| Nominativo              | Partito | Inizio           | Fine             |
| ----------------------- | ------- | ---------------- | ---------------- |
| Giovanni Battista Ruffo | –       | 1816             | 1818             |
| Gennaro Grillo          | –       | 1819             | 1821             |
| Giovanni Battista Ruffo | –       | 1822             | 1824             |
| Giuseppe Ruffo          | –       | 1 gennaio 1825   | 14 luglio 1828   |
| Giuseppe Morisciano     | –       | 15 luglio 1828   | 10 maggio 1831   |
| Domenico Antonio Grillo | –       | 11 maggio 1831   | 31 dicembre 1832 |
| Pasquale De Maria       | –       | 23 febbraio 1833 | 17 luglio 1836   |
| Domenico Antonio Grillo | –       | 22 novembre 1838 | 31 dicembre 1839 |
| Giuseppe De Maria       | –       | 1842             | 1845             |
| Giovanni Battista Ruffo | –       | 1 gennaio 1846   | 8 settembre 1847 |
| Giovanni Battista Ruffo | –       | 29 marzo 1848    | 31 dicembre 1849 |
| Giovanni Battista Ruffo | –       | 1 gennaio 1852   | 2 febbraio 1855  |
| Ferdinando Saffioti     | –       | 3 febbraio 1855  | 14 luglio 1856   |
| Andrea Roselli          | –       | 20 febbraio 1857 | 31 dicembre 1859 |
| Giovanni Ruffo          | –       | 1 gennaio 1860   | 8 agosto 1860    |
| Domenico Antonio Grillo | –       | 9 agosto 1860    | 31 dicembre 1863 |

### Regno d'Italia (1861-1946)
| Sindaci nominati dal governo (1861-1890)                           | Sindaci nominati dal governo (1861-1890) | Sindaci nominati dal governo (1861-1890) | Sindaci nominati dal governo (1861-1890) |
| Nominativo                                                         | Partito                                  | Mandato                                  | Mandato                                  |
| Nominativo                                                         | Partito                                  | Inizio                                   | Fine                                     |
| ------------------------------------------------------------------ | ---------------------------------------- | ---------------------------------------- | ---------------------------------------- |
| Nicola Spagnolo                                                    |                                          | 1867                                     | 1868                                     |
| Nicola Ruffo                                                       | –                                        | 1869                                     | 1872                                     |
| Giuseppe Calfapetra                                                |                                          | 1873                                     | 1874                                     |
| Costantino Mercurio                                                | –                                        | 1 gennaio 1875                           | 20 settembre 1876                        |
| Giuseppe Calfapetra                                                |                                          | 21 settembre 1876                        | 4 settembre 1879                         |
| Nicola Spagnolo                                                    | –                                        | 5 settembre 1879                         | 31 dicembre 1882                         |
| Antonino Spagnolo                                                  | –                                        | 1885                                     | 1887                                     |
| Carlo Stranges                                                     | –                                        | 1889                                     | 1889                                     |
| Sindaci eletti dal consiglio comunale (1890-1926)                  |                                          |                                          |                                          |
| Nominativo                                                         | Partito                                  | Mandato                                  | Mandato                                  |
| Nominativo                                                         | Partito                                  | Inizio                                   | Fine                                     |
| Pasquale Stranges                                                  | –                                        | 1890                                     | 1890                                     |
| Pietro Tomei (Commissario prefettizio)                             | –                                        | 21 febbraio 1894                         | 31 dicembre 1894                         |
| Antonino Spagnolo                                                  | –                                        | 1895                                     | 1898                                     |
| Giuseppe Morisciano                                                | –                                        | 1 gennaio 1899                           | 1 maggio 1906                            |
| Domenico Stranges                                                  | –                                        | 2 maggio 1906                            | 13 gennaio 1908                          |
| Domenico Costanzo (Commissario prefettizio)                        | –                                        | 14 gennaio 1908                          | 21 gennaio 1908                          |
| Pasquale Cosomati (Commissario prefettizio)                        | –                                        | 22 gennaio 1908                          | 31 dicembre 1909                         |
| Eugenio Mileto                                                     | –                                        | 1910                                     | 1911                                     |
| Domenico Stranges                                                  | –                                        | 1 gennaio 1912                           | 15 gennaio 1920                          |
| Giuseppe Rossi (Commissario prefettizio)                           | –                                        | 16 gennaio 1920                          | 6 febbraio 1920                          |
| Ettore Marando (Commissario prefettizio)                           | –                                        | 7 febbraio 1920                          | 25 marzo 1920                            |
| Salvatore Marzano (Commissario prefettizio)                        | –                                        | 26 marzo 1920                            | 28 aprile 1920                           |
| Giovanni Musitano (Commissario prefettizio)                        | –                                        | 29 aprile 1920                           | 9 gennaio 1921                           |
| Giuseppe Didonato (Commissario prefettizio)                        | –                                        | 10 gennaio 1921                          | 29 novembre 1922                         |
| Emanuele Marcianisi (Commissario prefettizio)                      | –                                        | 30 novembre 1922                         | 31 dicembre 1923                         |
| Vincenzo Chiné (Commissario prefettizio)                           | –                                        | 1924                                     | 1925                                     |
| Podestà nominati dal governo (1926-1944)                           |                                          |                                          |                                          |
| Nominativo                                                         | Partito                                  | Mandato                                  | Mandato                                  |
| Nominativo                                                         | Partito                                  | Inizio                                   | Fine                                     |
| Agostino Lodato (Commissario prefettizio)                          | –                                        | 1926                                     | 1926                                     |
| Vincenzo Lombardi (Commissario prefettizio)                        | –                                        | 1927                                     | 1928                                     |
| Antonino Misiano                                                   | Partito Nazionale Fascista               | 1929                                     |                                          |
| Arcangelo Chiarantano (Commissario prefettizio)                    | –                                        | 1º gennaio 1930                          | 10 settembre 1930                        |
| Paolo De Meo (Commissario prefettizio)                             | –                                        | 11 settembre 1930                        | 31 dicembre 1931                         |
| Giovanni Battista Celona                                           | Partito Nazionale Fascista               | 1932                                     | 1935                                     |
| Arcangelo Chiarantano                                              | Partito Nazionale Fascista               | 1936                                     | 1936                                     |
| Antonio Speziali                                                   | Partito Nazionale Fascista               | 1 gennaio 1937                           | 12 luglio 1943                           |
| Francesco Sparvieri (Commissario prefettizio)                      | –                                        | 12 luglio 1943                           | 14 ottobre 1943                          |
| Gaetano Ruffo (Commissario prefettizio)                            | –                                        | 15 ottobre 1943                          | 8 aprile 1945                            |
| Sindaci nominati dal Comitato di Liberazione Nazionale (1944-1946) |                                          |                                          |                                          |
| Nominativo                                                         | Partito                                  | Mandato                                  | Mandato                                  |
| Nominativo                                                         | Partito                                  | Inizio                                   | Fine                                     |
| Edoardo Rodinò (Commissario prefettizio)                           | –                                        | 9 aprile 1945                            | 28 maggio 1945                           |
| Francesco Ceravolo (Commissario prefettizio)                       | –                                        | 29 maggio 1945                           | 8 ottobre 1945                           |
| Giuseppe Primerano (Commissario prefettizio)                       | –                                        | 9 ottobre 1945                           | 6 aprile 1946                            |
| Nicola Stranges                                                    | Indipendente                             | 7 aprile 1946                            | 18 agosto 1947                           |

### Repubblica italiana (dal 1946)
| Sindaci eletti dal consiglio comunale (1946-1995)                              | Sindaci eletti dal consiglio comunale (1946-1995) | Sindaci eletti dal consiglio comunale (1946-1995) | Sindaci eletti dal consiglio comunale (1946-1995) | Sindaci eletti dal consiglio comunale (1946-1995) |
| Nominativo                                                                     | Partito                                           | Partito                                           | Mandato                                           | Mandato                                           |
| Nominativo                                                                     | Partito                                           | Partito                                           | Inizio                                            | Fine                                              |
| ------------------------------------------------------------------------------ | ------------------------------------------------- | ------------------------------------------------- | ------------------------------------------------- | ------------------------------------------------- |
| Giovanni Ferrigno                                                              | Indipendente                                      | Indipendente                                      | 18 agosto 1947                                    | 18 agosto 1947                                    |
| Pietro De Domenico                                                             | –                                                 | –                                                 | –                                                 | –                                                 |
| Pasquale De Domenico                                                           | –                                                 | –                                                 | 1961                                              | 1961                                              |
| Oreste Sciaricco (Commissario prefettizio)                                     | –                                                 | –                                                 | 1962                                              | 1962                                              |
| Pasquale De Domenico                                                           | –                                                 | –                                                 | 1963                                              | 1965                                              |
| Domenico Zappia                                                                | –                                                 | –                                                 | 1966                                              | 7 aprile 1969                                     |
| Giovanni Ferrigno                                                              | –                                                 | –                                                 | 1969                                              | 1972                                              |
| Pietro De Domenico                                                             |                                                   | Democrazia Cristiana                              | 1973                                              | 1974                                              |
| Vincenzo Mallamo                                                               |                                                   | Democrazia Cristiana                              | 1974                                              | 1978                                              |
| Antonio Carpentieri                                                            |                                                   | Democrazia Cristiana                              | 31 luglio 1979                                    | 9 settembre 1983                                  |
| Caterina Ilacqua Romeo                                                         |                                                   | Democrazia Cristiana                              | 9 settembre 1983                                  | 1984                                              |
| Antonio Carpentieri                                                            |                                                   | Democrazia Cristiana                              | 1984                                              | 1986                                              |
| Tommaso Mittiga                                                                |                                                   | Democrazia Cristiana                              | 15 settembre 1986                                 | 26 aprile 1990                                    |
| Antonio Carpentieri                                                            |                                                   | Democrazia Cristiana                              | 11 agosto 1990                                    | 25 agosto 1992                                    |
| Domenico Albanese                                                              |                                                   | Democrazia Cristiana                              | 23 ottobre 1992                                   | 21 giugno 1993                                    |
| Luigi D'Agostino                                                               |                                                   | Democrazia Cristiana                              | 21 giugno 1993                                    | 26 gennaio 1996                                   |
| Sindaci eletti direttamente dai cittadini (dal 1995)                           |                                                   |                                                   |                                                   |                                                   |
| Nominativo                                                                     | Partito                                           | Partito                                           | Mandato                                           | Mandato                                           |
| Nominativo                                                                     | Partito                                           | Partito                                           | Inizio                                            | Fine                                              |
| Giuseppe Priolo (Commissario straordinario)                                    | –                                                 | –                                                 | 26 gennaio 1996                                   | 10 giugno 1996                                    |
| Giuseppe Priolo (Commissario straordinario)                                    | –                                                 | –                                                 | 10 giugno 1996                                    | 18 novembre 1996                                  |
| Giuseppe Camillo Ammendolea                                                    |                                                   | Alleanza Nazionale                                | 18 novembre 1996                                  | 14 maggio 2001                                    |
| Antonio Carpentieri                                                            |                                                   | Lista civica di centro                            | 14 maggio 2001                                    | 20 gennaio 2005                                   |
| Francesca Crea (Commissario prefettizio)                                       | –                                                 | –                                                 | 20 gennaio 2005                                   | 3 febbraio 2005                                   |
| Francesca Crea (Commissario straordinario)                                     | –                                                 | –                                                 | 3 febbraio 2005                                   | 5 aprile 2005                                     |
| Francesco Zappavigna                                                           |                                                   | Lista civica di centro                            | 5 aprile 2005                                     | 30 marzo 2010                                     |
| Tommaso Mittiga                                                                |                                                   | Lista civica                                      | 30 marzo 2010                                     | 2 aprile 2015                                     |
| Emiliano Consolo Rosa Correale Alberico Gentile (Commissari straordinari)      | –                                                 | –                                                 | 2 aprile 2015                                     | 28 luglio 2016                                    |
| Salvatore Caccamo Valeria Pastorelli Claudia Poletti (Commissari straordinari) | –                                                 | –                                                 | 28 luglio 2016                                    | 12 giugno 2017                                    |
| Vincenzo Maesano                                                               |                                                   | Lista civica                                      | 12 giugno 2017                                    | 14 giugno 2022                                    |
| Vincenzo Maesano                                                               | 14 giugno 2022                                    | Lista civica                                      | in carica                                         |                                                   |